# Барон Бонвилл
Барон Бонвилл (англ. Baron Bonville) — английский аристократический титул, существовавший в 1449—1554 годах.

## История титула
Титул барона Бонвилла был создан королём Англии Генрихом VI в 1449 году для сэра Уильяма Бонвилла, крупного землевладельца из юго-западных графств (главным образом Девоншира и Сомерсета). Последний был казнён в 1461 году, причём пережил единственного сына и единственного внука по мужской линии. Поэтому титул перешёл к его правнучке Сесилии, а потом — к её первому мужу Томасу Грею, 1-му маркизу Дорсету, и сыну, 2-му маркизу Дорсету. Внук Сесилии, Генри Грей, 1-й герцог Саффолк и 4-й барон Бонвилл, был казнён в 1554 году, и все его титулы были конфискованы. Титул барона Бонвилла больше не создавался.
Носители титула
- сэр Уильям Бонвилл (1392—1461)[5];
- Сесилия Бонвилл (1460—1529)[6];
- Томас Грей (1451—1501), барон Бонвилл jure uxoris[7];
- Томас Грей (1477—1530)[8];
- Генри Грей (1517—1554)[9].